# Fraccionamiento la Trinidad
Fraccionamiento la Trinidad är en ort i Mexiko, tillhörande kommunen Zumpango i delstaten Mexiko. Fraccionamiento la Trinidad ligger i den centrala delen av landet och tillhör Mexico Citys storstadsområde. Orten hade 10 230 invånare vid folkräkningen 2010, och var kommunens femte största ort sett till befolkning.